# Pachypeltocoris conspersus
Pachypeltocoris conspersus är en insektsart som beskrevs av Knight 1953. Pachypeltocoris conspersus ingår i släktet Pachypeltocoris och familjen ängsskinnbaggar. Inga underarter finns listade i Catalogue of Life.